# Zygmunt Jasionowski
Zygmunt Jasionowski (ur.  28 kwietnia 1936 roku w Warszawie – zm. 10 marca 2008 roku w Warszawie) – polski architekt wnętrz, wzornictwa przemysłowego oraz artysta malarz. Mąż malarki Barbary Bojanowskiej-Jasionowskiej (syn Paweł) i malarki Joanny Bochen-Jasionowskiej.

## Życiorys
Urodzony w Warszawie, syn Henryka Jasionowskiego kapitana Wojska Polskiego i Marii Jasionowskiej (z domu Spadarzewskiej) głównej kwestor Akademii Teologii Katolickiej. W dzieciństwie mieszkał w domu rodzinnym na Mokotowie, w trakcie Powstania Warszawskiego wyszedł z mamą przez obóz Dulag 121 w Pruszkowie. Po Powstaniu wraz z mamą w obozie przejściowym k. Frankfurtu nad Menem, wyzwolony przez amerykanów 8 marca 1945 roku. Do kraju wrócił 8 kwietnia 1946 roku. Po wojnie zamieszkały na Żoliborzu. Absolwent Liceum im. X. Poniatowskiego. Naukę rysunku pobierał w pracowni Lucjana Jagodzińskiego w Wojewódzkim Domu Kultury Związków Zawodowych w Warszawie przy ul. Elektoralnej.  Absolwent Warszawskiej ASP, na kierunku architektura wnętrz w pracowni prof. Wojciecha Jastrzębowskiego. Pochowany na Służewcu.

## Twórczość
Karierę rozpoczął w Warszawskim Biurze Projektów Budownictwa Przemysłowego. Następnie pracował w biurach m.in.: CRS  oraz w Biurze Projektów "Prochem". Pracując we wzornictwie przemysłowym odpowiadał ze szereg projektów. Wśród jego najlepszych z nich, zrealizowanych następnie na skalę krajową wymienić należy kuchenkę gazową oraz butelkę preparatu "Ludwik" za którą w roku 1972 otrzymał nagrodę w Krajowym Konkursie Opakowań. Wieloletni członek stowarzyszeń branżowych: Stowarzyszenia Architektów Polskich oraz Związek Polskich Artystów Plastyków. Poza działalnością architektoniczną i wzornictwem malował obrazy olejne wystawiane w kraju m.in. w Domu Plastyka czy Zachęcie.
Przez szereg lat zaangażowany w kolektyw artystyczny z Anną Kamieńską-Łapińską i Andrzejem Łapińskim, z którymi zrealizował m.in.: pomnik Bolesława Prusa w Warszawie w miejscu w którym mieściła się kiedyś redakcja "Kuriera Warszawskiego". W latach 1981- 1989 roku pracował jako generalny projektant w Komitecie AK-owców. W latach ’80 XX wieku zaprojektował wystawę „63 dni Powstania Warszawskiego w dawnych zakładach Norblina w Warszawie.  oraz wystawę „Warszawa Walczy 1939-1945” w Gazowni Warszawskiej. Wystawa objechała kraj i była obecna m.in. w Łodzi, Bytomiu. Członek Społecznego Komitetu Budowy Pomnika Bohaterów Powstania Warszawskiego 1944 roku. Wśród innych wystaw i projektów należy wymienić projekt scenografii  na 80-lecie ruchu zawodowego metalowców w Polsce (Sala Kongresowa 1987 r.).